# Africallagma glaucum
Africallagma glaucum е вид водно конче от семейство Coenagrionidae. Видът е незастрашен от изчезване.

## Разпространение
Разпространен е в Ботсвана, Габон, Гана, Замбия, Зимбабве, Кения, Лесото, Малави, Мозамбик, Намибия, Нигерия, Реюнион, Свазиленд, Танзания, Уганда и Южна Африка.